# Mia (nombre)

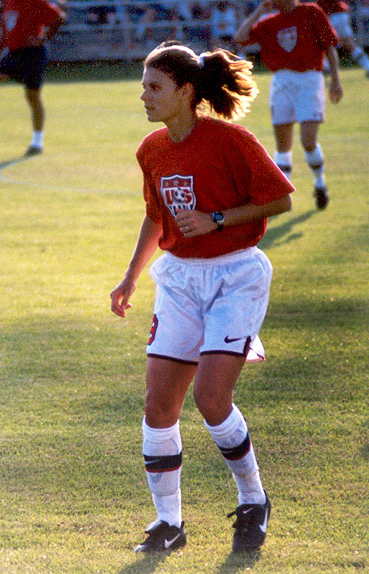
La jugadora profesional de fútbol estadounidense Mia Hamm (nacida en 1972), fotografiada en 1998

Mía es un nombre de pila femenino de uso popular en todo el mundo. Se originó como un diminutivo de María y otros nombres como Amelia y Emilia, y rara vez se usaba como nombre independiente antes del siglo XX.
El nombre a menudo se confunde con Maia y Maya, ambos pueden derivarse de otras fuentes. El nombre Mya, que también puede derivarse de múltiples fuentes, se ha utilizado como una variante ortográfica de Mia, así como de Maya y Maia. El nombre Mia también puede a veces compartir la pronunciación MY-ə con los nombres Maia, Maya y Mya, aunque más comúnmente se pronuncia MEE-ə, con un sonido de e larga.

## Influencias culturales
La pronunciación MEE-ə se popularizó en el siglo XX debido al uso de la palabra posesivo italiana mia, que significa "mi", en títulos populares de canciones de amor como Rosa Mia, lanzada en 1938, y la canción exitosa de 1954 Cara Mia. Los hablantes de inglés que escucharon la canción Cara Mia probablemente malinterpretaron el Mia en los títulos de las canciones como un nombre de mujer. Mia se usó por primera vez para cinco o más niñas en los Estados Unidos en 1938 después del lanzamiento de Rosa Mia, y aumentó significativamente en uso a finales de los años 1950 después del lanzamiento de Cara Mia. El nombre Mia apareció por primera vez entre los 1.000 nombres más populares para niñas recién nacidas en los Estados Unidos en 1964, el año en que la actriz estadounidense Mia Farrow debutó como la inteligente y bonita adolescente Allison MacKenzie en la telenovela estadounidense Peyton Place. El nombre aumentó de 104 usos para niñas estadounidenses nacidas en 1963 a 1.054 usos para niñas estadounidenses nacidas en 1965. Farrow, para quien Mia es un apodo de Maria de Lourdes, apareció en la telenovela hasta 1966.
El nombre ha permanecido entre los 1.000 nombres más populares para niñas estadounidenses desde 1964, pero disminuyó ligeramente en uso después de 1968, cuando Farrow apareció en la película de terror de temática satánica El bebé de Rosemary. El nombre aumentó nuevamente en popularidad a mediados y finales de los años 1970 después del lanzamiento de la exitosa canción de 1975 Mamma Mia. Otras influencias de la cultura popular afectaron el uso continuo del nombre. Mia también aumentó en uso después de que la actriz estadounidense Mia Sara apareciera en la comedia estadounidense de 1986 Ferris Bueller's Day Off. La jugadora profesional de fútbol estadounidense Mia Hamm, para quien Mia es un diminutivo de Mariel, y el personaje de Amelia "Mia" Thermopolis en la película estadounidense de 2001 The Princess Diaries basada en la serie de novelas para jóvenes adultos más vendida de la autora estadounidense Meg Cabot, también influyeron en el uso del nombre en los Estados Unidos. El nombre Mia o Mía se volvió particularmente popular para niñas en familias de habla hispana en América del Norte y del Sur debido a Mía Colucci, un personaje interpretado por la actriz mexicana Anahí en la popular telenovela mexicana Rebelde, que se emitió de 2004 a 2006.

## Uso
Mia ha estado entre los 10 nombres más populares para niñas recién nacidas en los Estados Unidos desde 2009 y ha sido igualmente popular en Canadá y México. El nombre ha sido igualmente popular en las décadas de 2010 y 2020 en otros lugares del mundo angloparlante, incluidos Australia, Irlanda, Nueva Zelanda y el Reino Unido. También es un nombre popular en toda Europa, clasificándose en las listas de popularidad en Austria, Bélgica, Bosnia y Herzegovina, Croacia, República Checa, Dinamarca, Estonia, Francia, Alemania, Hungría, Italia, Letonia, Moldavia, Países Bajos, Macedonia del Norte, Noruega, Polonia, Portugal, Eslovaquia, Eslovenia, España y Suiza. También es un nombre popular en países de América del Sur. El nombre Mia ha aparecido en las listas de popularidad en Argentina, Chile y Uruguay, entre otros países.

## Personas notables

### Nombre de pila
- Mia Alvar, escritora filipino-estadounidense radicada en Nueva York
- Mia Boman (nacida en 1975), jugadora y entrenadora de curling sueca
- Mia Brownell (nacida en 1971), artista visual estadounidense
- Mia Cha (nacida en 1979), científica de datos surcoreana
- Mia Davies (nacida en 1978), política australiana
- Mia Farrow (nacida en 1945), actriz estadounidense
- Mia Goth (nacida en 1993), actriz inglesa
- Mia Hagman (nacida en 1979), nadadora finlandesa de estilo braza
- Mia Kilburg (nacida en 1989), patinadora de velocidad y ciclista profesional estadounidense
- Mia Kirshner (nacida en 1975), actriz canadiense
- Mia Mamede (nacida en 1995), modelo, actriz y reina de belleza brasileña
- Mia Malkova, personalidad mediática estadounidense y actriz pornográfica
- Mia May (1884-1980), actriz austriaca
- Mia Michaels (nacida en 1966), coreógrafa estadounidense
- Mia Mottley (nacida en 1965), primera ministra de Barbados
- Mia Newley (nacida en 1988), jugadora de baloncesto australiana
- Mia Pohánková (nacida en 2008), tenista eslovaca
- Mia Pojatina (nacida en 1995), modelo croata
- Mia Riddle, cantautora estadounidense de indie-folk
- Mia Sara (nacida en 1967), actriz estadounidense
- Mia Strömmer (nacida en 1974), lanzadora de martillo finlandesa
- Mia Tharia (nacida en 2005), actriz y creadora teatral inglesa
- Mia Tomlinson (nacida en 1995), actriz inglesa
- Mia Tyler (nacida en 1978), actriz estadounidense
- Mia Wasikowska (nacida en 1989), actriz australiana
- Mia Wesley, actriz estadounidense
- Mia Wray (nacida en 1995), cantautora pop australiana
- Mia Zapata (1965-1993), música estadounidense
- Mia Zutter (nacida en 1999), atleta paralímpica estadounidense que compite en esquí nórdico

### Hipocorístico
- Mia Aegerter (Myriam), cantante pop y actriz suiza
- Mia Farrow (María), actriz estadounidense
- Mia Hamm (Mariel Margaret), jugadora de fútbol estadounidense, epónimo de la Fundación Mia Hamm
- Mia Matthes (Mariette, 1920-2010), fotógrafa canadiense
- Mia Rose (Maria), cantante británico-portuguesa

### Seudónimos
- Mia (cantante), cantante y presentadora de televisión lituana
- Mia Couto, seudónimo de António Emílio Leite Couto, novelista mozambiqueño
- Mia Khalifa (nacida en 1993), personalidad mediática estadounidense y ex actriz pornográfica
- Mia Martini, seudónimo de Domenica Berté, cantante italiana
- Mia Murano (未亜), modelo y actriz japonesa
- Mia X, rapera, cantautora y actriz estadounidense

## Personajes ficticios
- Baby Mia, la hermana bebé de Molly que aparece por primera vez en "Bubble Baby!" en la serie de televisión animada estadounidense Bubble Guppies
- Mia, en la serie web británica Corner Shop Show
- Mia, un Setter inglés en la serie australiana Bluey
- Mia (.hack)
- Mia (La Torre Oscura)
- Mia, un personaje principal de Lego Friends
- Mia, el personaje titular de Mia and Me
- Mia, en la película estadounidense de 2016 La La Land
- Mia, un personaje de Fire Emblem: Path of Radiance
- Mia, un personaje de Golden Sun
- Mia, un ratón, el personaje principal en la serie de software educativo Mia's Big Adventure Collection
- Mia (Dos hombres y medio), un personaje de la serie de televisión Dos hombres y medio
- Mia Allen, de Evil Dead
- Mia Ausa, un personaje de Lunar: Silver Star Story Complete
- Mia Dearden, un personaje de cómic
- Mía Colucci, en la telenovela argentina Rebelde Way (2002-03)
- Mía Colucci, en la telenovela mexicana Rebelde (2004-06)
- Mia Dolan, personaje principal en La La Land, interpretada por Emma Stone
- Mia Elliott, en la telenovela estadounidense Love Is a Many Splendored Thing
- Mia Fey, un personaje de Phoenix Wright
- Mia Hall, personaje principal de la novela y película If I Stay
- Mia Havero, personaje principal y narradora de la novela ganadora del premio Nebula de 1968 Rite of Passage de Alexei Panshin
- Mia Jones, un personaje de Degrassi: The Next Generation
- Mia Lewis, en la serie de televisión Californication
- Mia Rio, en Yandere Simulator
- Mia St. Clair, un personaje de American Girl
- Mia Thermopolis, un personaje principal en The Princess Diaries y The Princess Diaries 2: Royal Engagement
- Mia Toretto, un personaje principal en The Fast and The Furious
- Mia Townsend, un personaje de Need for Speed: Most Wanted